# Radulomyces kamaaina
Radulomyces kamaaina är en svampart som beskrevs av Gilb. & Hemmes 2001. Radulomyces kamaaina ingår i släktet Radulomyces och familjen mattsvampar.   Inga underarter finns listade i Catalogue of Life.